# Pandemia de COVID-19 no Egito
A pandemia de COVID-19 também ocorreu no Egito tendo o primeiro caso ocorrido no aeroporto situado no Cairo.

## Cronologia
Todos os voos da China para o Egito foram proibidos desde 26 de janeiro. O Ministério da Saúde do Egito anunciou o primeiro caso no país no Aeroporto Internacional do Cairo envolvendo um cidadão chinês em 14 de fevereiro. As autoridades egípcias notificaram a Organização Mundial da Saúde (OMS) e o paciente foi colocado em quarentena no hospital. Medidas preventivas foram tomadas posteriormente para monitorar aqueles que entraram em contato com a pessoa enquanto que outros apresentaram resultados negativos.
No dia 20 de fevereiro, o único caso confirmado no Egito até então se recuperou e está bem de saúde.
No final de fevereiro e início de março, foram relatados vários casos estrangeiros de coronavírus associados a viagens ao Egito - incluindo dois casos nos Estados Unidos, dois casos na França, um caso no Canadá, e um caso em Taiwan. Em 28 de fevereiro, o gabinete egípcio negou oficialmente os rumores de encobrir os casos de coronavírus. Em 1º de março, o Catar proibiu todas as chegadas do Egito, exceto os nacionais do Catar, como uma medida de segurança para impedir a propagação do coronavírus.
No mesmo dia, o Egito anunciou a detecção de um segundo caso de coronavírus. Em 2 de março, o Kuwait anunciou que testaria todas as chegadas do Egito e da Síria em busca de coronavírus. A Egypt Watch, conforme relatado em 2 de março pela Middle East Monitor, estimou que o Egito tinha 20 casos confirmados em laboratório de SARS-CoV-2. As pessoas com casos confirmados foram mantidas em hospitais militares, inacessíveis ao Ministério da Saúde do Egito e estatísticas oficiais de saúde reportadas à OMS. Os casos confirmados supostamente ausentes das estatísticas oficiais incluíram uma família no Hospital Militar de Tanta e quatro pessoas no Hospital Qasr El Eyni.
Em 9 de março de 2020, a Organização Mundial da Saúde disse que existem 56 casos confirmados no Egito. No mesmo dia, o ministro do turismo egípcio disse que descobriu três casos adicionais com três pessoas que trabalham em um hotel. Isso aumentou o número de casos para 59 casos.